# E penso a te
«E penso a te» (с итал. — «И думаю о тебе») — песня, написанная в 1970 году Лучо Баттисти на слова Могола. Первоначально песня была исполнена Бруно Лауци, впоследствии была перезаписана множеством других исполнителей. Самой популярной версией остается та, которую её автор представил в 1972 году.

## Написание и запись
Текст песни был написан всего за 19 минут во время поездки по шоссе Милан-Комо, во время которой Могол сочинил текст, почти полностью импровизируя, в то время как Лучо Баттисти спел мелодическую линию. Поездка проходила в полностью загруженном крошечном автомобиле; на борту было четыре человека, включая композитора Марио Лавецци. По некоторым версиям, за рулем был Баттисти, по другим он сидел на пассажирском сиденье а машиной управлял сам Могол.
Когда Баттисти сочинял песню, он не верил, что она может стать успешной: он, как известно, сказал, что «у этой песни ничего не получится, ей не хватает ритма, она слабая». По этой причине он не записал песню сам, а отдал её Бруно Лауци, и даже исполнению Лауци не уделялось особого внимания (она была выпущена в 1970 году как би-сайд другой песни, написанной Баттисти и Моголом, под названием «Mary oh Mary»). Сингл не имел успеха и был продан тиражом чуть более 30 000 копий. Песня стала хитом и классикой итальянской поп-музыки всего два года спустя, когда Баттисти сам спел песню и включил её в альбом Umanamente uomo: il sogno.

## Другие версии
В 1971 году Мина спела её и включила в качестве вступительного трека в альбом Mina. Впоследствии концертная версия была записана для альбома Dalla Bussola 1972 года. Также Мина записала испанскую версию под названием «Yo pienso en ti».
Рафаэлла Карра в том же году записала её для своего альбома Raffaella Carrà. Среди других артистов записавших её на итальянском: Орнелла Ванони, Мьетта, Раф, Антонио Спадаччино, Фьорелла Манноя, Лаура Паузини и Энрико Руджери.
Ива Дзаникки записала альтернативную испанскую версию, Жан-Франсуа Мишель исполнил её на французском и новую версию на испанском, Ажда Пеккан представила на турецком, а Джонни Дорелли на английском. Английская версия «And I Think of You» Таниты Тикарам была изначально была изначально включена в сборник The Best of Tanita Tikaram 1996 года. Промосинглы с песней были разосланы нескольким радиостанциям. В 1998 году трек появился в качестве бонус-трека в японской и итальянской версий её шестого студийного альбома The Cappuccino Songs, в Италии ещё и промосинглом в 1998 году.

## Сертификации и продажи
| Регион                                                                      | Сертификация | Продажи |
| --------------------------------------------------------------------------- | ------------ | ------- |
| Италия (FIMI)                                                               | Золотой      | 50 000  |
| Данные о продажах + прослушиваниях приведены только на основе сертификации. |              |         |

## Запрет
Согласно документу, опубликованному 5 августа 2009 года, песня попадала под запрет в Аргентине в рамках процесса национальной реорганизации в информационном бюллетене 24-COMFER от 25 июля 1978 года, наряду с песнями других всемирно известных исполнителей, таких как Джон Леннон, Queen, Джоан Баэз, The Doors, Pink Floyd, Донна Саммер и Эрик Клэптон.